# Olim Qurbonov
Olim Qurbonov (n. Dusambé, 21 de junio de 1998) es un nadador de estilo libre tayiko.

## Biografía
Hizo su primera aparición en los Juegos Asiáticos de 2014, donde nadó tanto en los 50 m libre como en los 50 m braza. En 2015 participó también en el Campeonato Mundial de Natación de 2015. Un año después nadó en los Juegos Olímpicos de Río de Janeiro 2016 en la prueba de 50 m libre, donde, tras un tiempo de 25.77, consiguió el puesto 62, en el sumario. Posteriormente volvió a nadar un Mundial, esta vez el de 2017.

## Marcas personales
| Piscina larga | Piscina larga | Piscina larga              | Piscina larga | Piscina larga |
| ------------- | ------------- | -------------------------- | ------------- | ------------- |
| Estilo        | Tiempo        | Competición                |               |               |
| 50 m libre    | 25.43         | Juegos Asiáticos de 2018   |               |               |
| 100 m libre   | 58.56         | Campeonato Mundial de 2017 |               |               |
| 50 m mariposa | 29.82         | Campeonato Mundial de 2015 |               |               |
| 50 m espalda  | 31.51         | Campeonato Mundial de 2019 |               |               |
| 50 m braza    | 37.39         | Juegos Asiáticos de 2022   |               |               |
| Piscina corta |               |                            |               |               |
| Estilo        | Tiempo        | Competición                |               |               |
| 50 m libre    | 25.47         | Campeonato Mundial de 2018 |               |               |
| 100 m libre   | 57.62         | Campeonato Mundial de 2016 |               |               |
| 50 m espalda  | 30.50         | Campeonato Mundial de 2018 |               |               |